# Avenida Libertador (Montevideo)
L'Avenida Libertador, el nom oficial de la qual és Avenida Libertador Gral. Juan Antonio Lavalleja, és una de les principals avingudes de la ciutat de Montevideo, capital de l'Uruguai. El nom fa referència al cap dels trenta-tres orientals que van lluitar per la independència del país en la famosa Croada Llibertadora (Cruzada Libertadora) contra el domini brasiler sobre la llavors Província Cisplatina, l'any 1825.
Amb gairebé 3 quilòmetres de llarg, és una via vehicular molt freqüentada que s'estén des del barri de La Aguada fins al Centro, començant al Palau Legislatiu (seu del Parlament de l'Estat) i acabant en la principal avinguda de la ciutat, la 18 de Julio.
És sobretot una avinguda residencial i comercial que alberga bancs, concessionaris, restaurants, hotels, estacions de servei, comerços, la catedral de la Sagrada Família i centres d'ensenyament privats.